# Friedrich Albert Meyer
Friedrich Albert Meyer (* 1. Juli 1883 in Hildesheim; † 24. März 1967 in Rheinhausen bei Duisburg) war ein deutscher Journalist, Autor und Stadtarchivar. Er war auch unter dem Pseudonym F. A. Ringer bekannt.

## Leben
Friedrich Albert Meyer wurde am 1. Juli 1883 als Sohn eines Gastwirts in Hildesheim geboren und besuchte hier die Bürgerschule und das Realgymnasium. Später wurde er in Hildesheim als Journalist tätig und war danach von 1903 bis 1922 als Redakteur bei der Deutschen Rundschau (u. a. auch Deutsche Rundschau in Polen) in Bromberg (Bydgoszcz) tätig. 1922 übernahm er die Chefredaktion der Braunschweiger Zeitung, die er bis 1925 innehatte. Auf Wunsch des Reichsaußenministers Gustav Stresemann wurde er Chefredakteur der Danziger Zeitung, die 1930 eingestellt wurde. Nach Ende des Zweiten Weltkrieges lebte er in Rheinhausen bei Duisburg, wo er mit der Abfassung einer Stadtgeschichte beauftragt war. In Folge seiner hiesigen Arbeit begründete er 1952 das Stadtarchiv Rheinhausen und fungierte zeitweise über einige Jahre als Stadtarchivar von Rheinhausen. Für sein Wirken wurde er 1963 mit dem Goldenen Ehrenring der Stadt Rheinhausen und dem Bundesverdienstkreuz ausgezeichnet. Zu seinen Werken als Schriftsteller zählen Porträts, Erzählungen, Sachberichte, Erinnerungen, Märchen oder Lyrik.
Am 24. März 1967 starb Meyer 83-jährig in Rheinhausen, der Stadt, in der er über 20 Jahre lang gelebt hatte. Sein Nachlass befindet sich heute unter anderem im Stadtarchiv Hildesheim.

## Werke (Auswahl)
- 1916: Immelmann und Boelcke. Deutsche Helden der Luft. Der deutschen Jugend
- 1920: Im Netz der Märchenspinne
- 1921: Lustige Streiche Till Eulenspiegels. Dem deutschen Volke neu erzählt
- 1922: Das Fiedelhänschen. Ein vergessenes Märchen im neuen Kleid
- 1926: Sturmsegel
- 1936: Daniel Gabriel Fahrenheit. Aus dem Lebensroman eines großen Danziger Deutschen
- 1947: Flüchtlinge. Gesichte und Gedichte
- 1948: Jugend im Potte. Lichtaus dem Gestern
- 1956/1965: Rheinhausen am Niederrhein im geschichtlichen Werden. Ein Haus- und Handbuch für den Rheinhauser Raum. Quellengeschichte, erdgeschichtlicher Roman des Rheinhauser Raumes (2 Bände)

### Werke als Herausgeber (Auswahl)
- 1920: Es war einmal. Eine Sammlung der schönsten Märchen (auch Bearbeitungen)
- 1934: Die Zoppoter Waldoper. Ein Weg zum neuen deutschen Theater